# Faxe Syd Station
Faxe Syd Station er en dansk jernbanestation sydøst for Faxe. Stationen åbnede samtidig med Østbanen 1. juli 1879 og hed oprindeligt Stubberup Station (Fakse B), men 22. maj 1977 ændrede den navn til Fakse Syd. Stavemåden blev ændret i 2007 til Faxe i forbindelse med kommunalreformen, hvor Rønnede, Haslev og Fakse Kommune blev slået sammen til Faxe Kommune. 
Stationen var indtil 15. maj 1927 overgangsstation fra Østbanen til Faxe Jernbane.